# グランドアイル郡 (バーモント州)
グランドアイル郡（英: Grand Isle County）は、アメリカ合衆国バーモント州の北西隅部に位置する郡である。2010年国勢調査での人口は6,970人であり、2000年の6,901 人から1.0%増加した。郡庁所在地はノースヒーロー町（人口803人）であり、同郡で人口最大の町はグランドアイル町（人口2,067人）である。
グランドアイル郡はバーリントン大都市圏に属している。

## 歴史
グランドアイル郡は、1777年1月15日に、バーモントがニューヨークとは異なる国であることを宣言したとき、ニューヨークから割譲された土地に設立された数郡の1つである。この領域はマサチューセッツ、ニューハンプシャー、ニューヨークが領有を争っていたが、1764年7月20日、イギリス王ジョージ3世が、ニューハンプシャーとニューヨークの境界をコネチカット川の西岸に定め、南はマサチューセッツとの州境、北は北緯45度線に設定した。ニューヨークはオールバニ郡にその土地を割り当てた。1772年3月12日、オールバニ郡が分割されて、この地域はシャーロット郡となり、この状態はバーモントがニューヨークとイギリスから独立するまで続いたが、それで競合は終わらなかった。
1783年9月3日、パリ条約が調印された結果としてアメリカ独立戦争が終わり、イギリスはアメリカ合衆国の独立を認めた。バーモントとカナダのケベック州との国境は北緯45度線とされ、それがバーモントとアメリカ合衆国の他地域に陸地の境界が無い理由である。
マサチューセッツは1629年からこの地域の領有を主張しており、それを正式に引っ込めたのは1786年12月16日のことだった。ニューヨークはバーモントに取られた領土について不満であり、連邦議会にその解決を委ねた。連邦議会は1788年3月7日にニューヨークの申し立てを却下した。
その後にバーモントが州昇格を請願し、連邦議会は合同委員会にニューヨークとバーモントの境界問題を解決するよう命令した。この委員会が、1791年3月4日にバーモントが州に昇格する前に裁定を出したが、その時に認めた微修正は結局行われなかった。
19世紀後半、ラトランド鉄道がニューヨーク州北部からカナダ国境を経てバーモント州西側をラトランドに進み、さらに南のニューヨーク州チャタムに運行された。1899年から一連の土手道でシャンプレーン湖諸島を通る南北の線が運行され、バーリントンに直接繋がるようになった。オールバーグから最後の列車がでたのは1948年だった。

## 地理
アメリカ合衆国国勢調査局に拠れば、郡域全面積は195平方マイル (505.0 km2)であり、このうち陸地83平方マイル (215.0 km2)、水域は112平方マイル (290.1 km2)で水域率は57.56%である。バーモント州では面積最少の郡である。5つある町の4つはシャンプレーン湖の島にあり、オールバーグ町だけがケベック州から湖に伸びる半島（オールバーグ・タングと呼ばれる）の上にある。

### 隣接する郡
- フランクリン郡 - 東
- チッテンデン郡 - 南
- クリントン郡 (ニューヨーク州) - 西
- カナダ・ケベック州オー・リシュリュー郡 - 北

## 人口動態
以下は2000年国勢調査による人口統計データである。
| 基礎データ - 人口: 6,901 人 - 世帯数: 2,761 世帯 - 家族数: 1,954 家族 - 人口密度: 32人/km2（84人/mi2） - 住居数: 4,663 軒 - 住居密度: 22軒/km2（56軒/mi2） 人種別人口構成 - 白人: 97.41% - アフリカン・アメリカン: 0.14% - ネイティブ・アメリカン: 0.87% - アジア人: 0.23% - 太平洋諸島系: 0.04% - その他の人種: 0.03% - 混血: 1.28% - ヒスパニック・ラテン系: 0.42% 先祖による構成 - フランス系：18.8% - フランス系カナダ人：14.6% - イギリス系：14.3% - アメリカ人：10.6% - アイルランド系：8.9% - ドイツ系：7.4% 言語による構成 - 英語：95.0% - フランス語：3.8% | 年齢別人口構成 - 18歳未満: 24.8% - 18-24歳: 5.6% - 25-44歳: 28.7% - 45-64歳: 28.5% - 65歳以上: 12.3% - 年齢の中央値: 40歳 - 性比（女性100人あたり男性の人口） - 総人口: 99.9 - 18歳以上: 97.9 世帯と家族（対世帯数） - 18歳未満の子供がいる: 31.2% - 結婚・同居している夫婦: 60.1% - 未婚・離婚・死別女性が世帯主: 7.1% - 非家族世帯: 29.2% - 単身世帯: 22.2% - 65歳以上の老人1人暮らし: 8.2% - 平均構成人数 - 世帯: 2.50人 - 家族: 2.93人 収入と家計 - 収入の中央値 - 世帯: 43,033米ドル - 家族: 48,878米ドル - 性別 - 男性: 35,539米ドル - 女性: 26,278米ドル - 人口1人あたり収入: 22,207米ドル - 貧困線以下 - 対人口: 7.6% - 対家族数: 5.9% - 18歳未満: 9.2% - 65歳以上: 7.9% |

## 政治
| 年     | 民主党      | 共和党      |
| ------ | ----------- | ----------- |
| 2012年 | 62.1% 2,531 | 36.1% 1,471 |
| 2008年 | 63.1% 2,694 | 34.9% 1,490 |
| 2004年 | 55.1% 2,246 | 43.0% 1,754 |
| 2000年 | 50.4% 1,835 | 42.6% 1,550 |

2004年アメリカ合衆国大統領選挙では、民主党のジョン・ケリーが郡内6自治体全てを制し、郡全体では共和党のジョージ・W・ブッシュに12ポイントの差を付けた。
2008年では、民主党のバラク・オバマが共和党のジョン・マケインに対して28.2%という大差を付け、州全体では37%差で勝利した。

## 都市と町
- オールバーグ町
  - オールバーグ村
- グランドアイル町
- アイルラモット町
- ノースヒーロー町 - 郡庁所在地
- サウスヒーロー町